# リチャード・ロドニー・ベネット
サー・リチャード・ロドニー・ベネット（Sir Richard Rodney Bennett, CBE, 1936年3月29日 ケント州ブロードステアーズ - 2012年12月24日 ニューヨーク）は、イギリスの作曲家。映画音楽の仕事が有名で、演奏会用作品同様にジャズ演奏も行った。1979年以降はニューヨークに住んだ。

## 経歴
ベネットはレディングのクエーカーの学校レイトン・パーク・スクールを卒業後、王立音楽アカデミーに進み、ハワード・ファーガソン、レノックス・バークリーについて勉強した。この期間、ベネットはダルムシュタット夏季現代音楽講習会に参加し、セリエリズムに接した。後に、その第一人者のピエール・ブーレーズの弟子として2年間パリで過ごした。
ベネットは1963年から1965年にかけて王立音楽アカデミーで、1970年から1971年にかけてアメリカ合衆国ボルチモアのピーボディ音楽院でそれぞれ教鞭を執り、1994年から2000年にかけて王立音楽アカデミーのInternational Chair of Compositionを務めた。1977年には大英帝国勲章のCBEを受勲し、1998年には下級勲爵士に叙せられた。
ベネットは作曲家グレイストン・アイヴズの家庭教師でもあった。
イギリスで尊敬され、かつ多彩な音楽家の一人として、ベネットは50年間に演奏会用作品を200曲以上、映画・テレビ音楽を50本手がけ、さらに著作家であり、ジャズの演奏者でもあった。1950年代のブーレーズの下での勉強はベネットをヨーロッパのアバンギャルド技法にどっぷり浸からせたが、その後ベネット独自のスタイルに発展させた。晩年には、ますます調性の表現形式を取り入れた。
1995年、イギリスの『Gay Times』誌が200号記念にイギリスの同性愛者たちが重要と見なす人々のリストを掲載したが、その中に重要な音楽家の一人としてベネットの名前もあった。
2012年12月24日、ニューヨークで死去した。76歳没。

## 音楽
最初はモダニズム技法を学んだにかかわらず、ベネットのテイストは万人向きで、幅の広い形式で曲を書き、とくにジャズを好んだ。早くから映画音楽の作曲で成功したが、ベネットはそれを演奏会用作品より下位のものと考えていた。にもかかわらず、映画やテレビの音楽を作り続けた。『ドクター・フー』の『The Aztecs』編（1964年）、アカデミー賞にノミネートされた『遥か群集を離れて』（1967年）および『ニコライとアレクサンドラ』（1971年）、やはりアカデミー賞ノミネートで英国アカデミー賞 作曲賞に輝いた『オリエント急行殺人事件』（1974年）、『魅せられて四月』（1992年）、『フォー・ウェディング』（1994年）、『スウィーニー・トッド』（1998年）などである。さらにベネットは管弦楽作品、ピアノ曲、合唱曲、オペラの多作な作曲家でもあった。折衷主義にもかかわらず、ベネットの音楽はスタイルのクロスオーバー（混合）に陥ることは滅多になかった。

## 代表作

### 器楽作品
- アルトサクソフォーン協奏曲
- スタン・ゲッツのための協奏曲（テナーサクソフォーン独奏と管弦楽またはピアノ）
- 小組曲 - 自身の歌曲集『The Insect World』および『The Aviary』からの抜粋。
- 管弦楽のための『ファーナム祝典序曲』（1964年）
- 吹奏楽のための『朝の音楽』
- 弦楽オーケストラまたは木管十重奏のための『16世紀の旋律によるリフレクション』（1999年）
- ソロ・ギターのためのソナタ（1983年）
- ソロ・クラリネットのためのソナチネ
- 無伴奏オーボエのための『アフター・シランクス』（ドビュッシーの無伴奏フルート曲「シランクス」の自由なパラフレーズ）
- フルートとピアノのための『夏の音楽』
- トランペットと吹奏楽のための協奏曲
- 2台のピアノのための『4つの小品組曲』
- 吹奏楽のための『四季』

### オペラ
- The Ledge（1961年）
- The Midnight Thief（1964年） - 台本：Ian Serraillier
- The Mines of Sulphur（1965年）
- A Penny for a Song（1967年）
- Victory（1970年）

### 合唱作品
- Missa Brevis（1990年）
- Sea Change（1983年）
- Spells - ソプラノ歌手ジェーン・マニングのために作曲。
- Out of Your Sleep
- On Christmas Day to My Heart（1998年） - 1999年のケンブリッジ、キングス・カレッジ・チャペルのNine Lessons and Carolsフェスティヴァルのために作曲。
- The Garden - A Serenade to Glimmerglass - Glimmerglass Operaのニコラス・ラッセルの委嘱。スチュワート・ロバートソンのYoung American Artists Program（2006年）を讃えて。

### 映画音楽
- 無分別（1958年）
- 影なき裁き（1966年）
- 遥か群集を離れて（1967年）
- 秘密の儀式（1968年）
- きんぽうげ（1970年）
- ニコライとアレクサンドラ（1971年）
- レディ・カロライン（1972年）
- オリエント急行殺人事件（1974年）
- 殺しの許可証（1975年）
- ブリンクス（1978年）
- ヤンクス（1979年）
- 戦場の罠（1982年）
- 魅せられて四月（1992年）
- フォー・ウェディング（1994年）
- スウィーニー・トッド（1998年）